# Three wishes
Three wishes is het vijftiende muziekalbum van Spyro Gyra. Ook nu weer was de Beartrackstudio in Suffern, New York de plaats van opname. De band had een tijdje stilgelegen en het personeel is drastisch gewijzigd, maar de kern Beckenstein, Samuels, Schuman bleef onaangeroerd. Het album werd medegeproduceerd door Dave Grusin, een bekendheid binnen de fusionwereld.
De platenhoes laat een caleidoscoop zien met in het midden de Lamp van Aladin (drie wensen).

## Musici
- Jay Beckenstein – saxofoon
- Tom Schuman –keyboard
- Dave Samuels – vibrafoon, marimba
- Julio Fernandez – gitaar
- Scott Ambush – basgitaar
- Joel Rosenblatt – slagwerk

Met
- Sammy Figueroa – percussie
- Jerry Hey (trompet), Gary Grant (trompet), Bill Reichenbach (trombone) en Larry Williams (saxofoon)

## Muziek
| Nr. | Titel                                    | Duur |
| --- | ---------------------------------------- | ---- |
| 1.  | Pipo’s song (Fernandez)                  | 4:53 |
| 2.  | Introduction to breathless (Beckenstein) | 1:05 |
| 3.  | Breathless (Beckenstein)                 | 5;19 |
| 4.  | Introduction to Real time (Samuels)      | 0:23 |
| 5.  | Real time (Samuels)                      | 3:56 |
| 6.  | Jennifer’s lullaby (Beckenstein)         | 5:40 |
| 7.  | Whitewater (Beckenstein)                 | 6:12 |
| 8.  | Inside your love (Jeremy Wall)           | 4:07 |
| 9.  | Nothing to lose (Beckenstein, Fernandez) | 5:03 |
| 10. | Three wishes (Beckenstein)               | 4:47 |
| 11. | Gliding (Beckenstein, Samules)           | 4:50 |
| 12. | Cabana Carioca (Wall)                    | 5:18 |
| 13. | Rollercoaster (Schuman)                  | 4:29 |
| 14. | Three wishes reprise (Beckenstein)       | 1:41 |

Jennifer is de vrouw van Beckenstein, het nummer Jennifer’s lullaby is opgedragen aan Stan Getz.